# Гілешть
Гілешть, Гілешті (рум. Ghilești) — село у повіті Сату-Маре в Румунії. Входить до складу комуни Кеуаш.
Село розташоване на відстані 438 км на північний захід від Бухареста, 35 км на південний захід від Сату-Маре, 114 км на північний захід від Клуж-Напоки.

## Населення
За даними перепису населення 2002 року у селі проживали 125 осіб, з них 124 особи (99,2%) румунів. Рідною мовою 124 особи (99,2%) назвали румунську.